# Liste der Baudenkmale in Trollenhagen
In der Liste der Baudenkmale in Trollenhagen sind alle denkmalgeschützten Bauten der Gemeinde Trollenhagen (Mecklenburg-Vorpommern) und ihrer Ortsteile aufgelistet. Grundlage ist die Veröffentlichung der Denkmalliste des Landkreises Mecklenburg-Strelitz mit dem Stand vom 18. März 2011.

## Baudenkmale nach Ortsteilen

### Trollenhagen
| ID | Lage                | Bezeichnung                                                                 | Beschreibung | Bild           |
| -- | ------------------- | --------------------------------------------------------------------------- | --- | -------------- |
|    |                     | Fliegerhorst mit                                                            | |                |
|    |                     | - Gebäuden 4–15 und 17–21                                                   | |                |
|    |                     | - Flugzeughallen 26 und 36                                                  | |                |
|    |                     | - alter Nordwache                                                           | |                |
|    |                     | - Schießstand                                                               | |                |
|    |                     | - Denkmalanlage für Juri Gagarin                                            | |                |
|    |                     | - Denkmal für die Raumfahrt                                                 | |                |
|    |                     | - zwei Flugzeugen                                                           | |                |
|    |                     | - Grünanlage und Terraingestaltung                                          | |                |
|    |                     | - Zufahrt zur Südwache mit den bastionsartigen Stützmauern für Baumsolitäre | |                |
|    |                     | - Wohnhaus südlich der Kaserne                                              | |                |
|    |                     | Gutshaus mit Park und Gedenkstein für Caroline Rudolphi                     | 2-geschossiger Putzbau von nach 1702 mit älteren Teilen von 1578 bis 1662; mit einem Treppengiebel und einem runden Abschluss.                                                                   |                |
|    | Kirchstraße (Karte) | Kirche mit Einfriedung und Erbbegräbnis                                     | Spätgotische Feldsteinkirche aus dem 14. Jahrhundert, Westturm mit neuerem Oberteil, einjochiger Chor mit Kreuzrippengewölbe und 5/8-Schluss und Triumphbogen zum balkengedeckten Kirchenschiff. | Weitere Bilder |

### Buchhof
| ID | Lage  | Bezeichnung | Beschreibung | Bild |
| -- | ----- | ----------- | ------------ | ---- |
|    | Nr. 8 | Wohnhaus    |              |      |

### Podewall
| ID | Lage               | Bezeichnung | Beschreibung                                             | Bild   |
| -- | ------------------ | ----------- | -------------------------------------------------------- | ------ |
|    | Dorfstraße (Karte) | Kirche      | Dorfkirche Podewall aus Holzfachwerk und mit Mansarddach | Kirche |

## Quelle
- Karte der Baudenkmale im Geoportal des Landkreises

- Karte mit allen Koordinaten:
- OSM |
- WikiMap